# Episodi di Hamburg Distretto 21 (sedicesima stagione)
La sedicesima stagione della serie televisiva Hamburg Distretto 21 è stata trasmessa in Germania sulla rete televisiva ZDF tra il 9 settembre 2021 al 28 aprile 2022.
In Italia viene trasmessa su Rete 4 dal 3 febbraio 2024 con il ritmo di un episodio ogni sabato pomeriggio fino al 29 giugno 2024, quando rimane inspiegabilmente interrotta all'episodio 21. Delle sette puntate rimaste inedite, però, la n.22 dal titolo "Nude nella rete" viene erroneamente resa disponibile in chiaro su Mediaset Infinity dal 6 luglio 2024 per la durata di una settimana. Successivamente, dal 23 ottobre 2024, la stagione viene replicata ogni mercoledi in prima serata sul canale Top Crime che, in coda agli episodi in replica, a gennaio 2025 trasmette anche l'episodio n.22 ed i restanti sei rimasti inediti, pur senza il classico logo di "prima visione". I medesimi ultimi sette episodi (episodio 22 e seguenti 6) vengono poi trasmessi anche su Rete 4, ma solo a partire da sabato 1° marzo 2025, con la cadenza ormai abituale di un episodio ogni sabato pomeriggio. E nonostante si tratti di repliche, nella messa in onda di Rete 4 sono falsamente presentati come inediti mediante il logo di "prima visione" del canale.
| nº | Titolo originale      | Titolo italiano             | Prima TV Germania | Prima TV Italia  |
| -- | --------------------- | --------------------------- | ----------------- | ---------------- |
| 1  | Kleine Hafenrundfahrt | Passeggiata al porto        | 9 settembre 2021  | 3 febbraio 2024  |
| 2  | Männercamp            | Campeggio per soli uomini   | 16 settembre 2021 | 10 febbraio 2024 |
| 3  | Escape-Room           | Via d'uscita                | 23 settembre 2021 | 17 febbraio 2024 |
| 4  | Fußball-Mütter        | Calcio e figli              | 30 settembre 2021 | 24 febbraio 2024 |
| 5  | Finja (5), entführt   | Il rapimento di Finjia      | 7 ottobre 2021    | 2 marzo 2024     |
| 6  | Unter der Gürtellinie | Sotto la cintura            | 14 ottobre 2021   | 9 marzo 2024     |
| 7  | Gefährliches Spiel    | Un gioco pericoloso         | 21 ottobre 2021   | 16 marzo 2024    |
| 8  | Verraten und verkauft | Tradito e venduto           | 28 ottobre 2021   | 23 marzo 2024    |
| 9  | Schwer verliebt       | Profondamente innamorati    | 4 novembre 2021   | 30 marzo 2024    |
| 10 | Am Ende der Lüge      | La fine della menzogna      | 11 novembre 2021  | 6 aprile 2024    |
| 11 | Der Bruch             | Il quadro rubato            | 25 novembre 2021  | 13 aprile 2024   |
| 12 | Vatertag              | Festa del papa'             | 9 dicembre 2021   | 20 aprile 2024   |
| 13 | Hundeleben            | Per una buona causa         | 16 dicembre 2021  | 4 maggio 2024    |
| 14 | Crash                 | Incidente                   | 23 dicembre 2021  | 11 maggio 2024   |
| 15 | Zersplittert          | In frantumi                 | 30 dicembre 2021  | 18 maggio 2024   |
| 16 | Grünes Gold           | Oro verde                   | 6 gennaio 2022    | 25 maggio 2024   |
| 17 | Reine Seele           | Anima pura                  | 13 gennaio 2022   | 1º giugno 2024   |
| 18 | Die Nixe              | La sirena                   | 20 gennaio 2022   | 8 giugno 2024    |
| 19 | Bleib bei mir         | Resta con me                | 27 gennaio 2022   | 15 giugno 2024   |
| 20 | Überlebenskampf       | Lotta per la sopravvivenza  | 3 febbraio 2022   | 22 giugno 2024   |
| 21 | Der beste Freund      | Migliori amici              | 10 febbraio 2022  | 29 giugno 2024   |
| 22 | Nackt im Netz         | Nude nella rete             | 17 febbraio 2022  | 6 luglio 2024    |
| 23 | Ausgebremst           | Sosta obbligata             | 10 marzo 2022     | 18 dicembre 2024 |
| 24 | Härtefall             | Casi particolari            | 31 marzo 2022     | 18 dicembre 2024 |
| 25 | Trennungsschmerzen    | Il dolore della separazione | 7 aprile 2022     | 1º gennaio 2025  |
| 26 | In der Schusslinie    | Nel mirino dei rapitori     | 14 aprile 2022    | 1º gennaio 2025  |
| 27 | Drag Queen            | Drag queen                  | 21 aprile 2022    | 8 gennaio 2025   |
| 28 | Letzte Warnung        | Ultimo avvertimento         | 28 aprile 2022    | 8 gennaio 2025   |